# Schizolaena exinvolucrata
Schizolaena exinvolucrata là một loài thực vật có hoa trong họ Sarcolaenaceae. Loài này được Baker mô tả khoa học đầu tiên năm 1883.